# Prososthenia
Prososthenia is een geslacht van uitgestorven weekdieren uit de klasse van de Gastropoda (slakken).

## Soorten
- Prososthenia acuminata Pavlović, 1927 †
- Prososthenia annulifera Brusina, 1884 †
- Prososthenia attica (Fuchs, 1877) †
- Prososthenia benvenutii Esu & Girotti, 2016 †
- Prososthenia bicarinata Olujić, 1999 †
- Prososthenia bouei Pavlović, 1931 †
- Prososthenia budusi Jekelius, 1932 †
- Prososthenia burgersteini Pavlović, 1931 †
- Prososthenia carinata Pană, 2003 †
- Prososthenia cincta Neumayr, 1869 †
- Prososthenia crassa Burgerstein, 1877 †
- Prososthenia cubrilovici Pavlović, 1935 †
- Prososthenia dalmatina (Neumayr, 1869) †
- Prososthenia diaphoros Neubauer, Mandic, Harzhauser & Hrvatović, 2013 †
- Prososthenia drobaciana Brusina, 1874 †
- Prososthenia eburnea Brusina, 1897 †
- Prososthenia erythraeensis Oppenheim, 1919 †
- Prososthenia francofurtana Fischer & Wenz, 1925 †
- Prososthenia fuchsi Pavlović, 1903 †
- Prososthenia fusiformis Pavlović, 1927 †
- Prososthenia gregaria (Fuchs, 1877) †
- Prososthenia hamiltoniana (Forbes, 1845) †
- Prososthenia incipiens Pantanelli, 1886 †
- Prososthenia inexpectata Kadolsky, 1988 †
- Prososthenia kupensis Brusina, 1902 †
- Prososthenia lakonica Schütt, 1988 †
- Prososthenia meneghiniana (de Stefani, 1874) †
- Prososthenia minuta Pantanelli, 1879 †
- Prososthenia neutra Brusina, 1897 †
- Prososthenia nodosa Burgerstein, 1877 †
- Prososthenia oblonga (Bronn, 1831) †
- Prososthenia ovata (Bronn, 1831) †
- Prososthenia pantanellii Brusina, 1884 †
- Prososthenia pertica Andreescu & Pană, 1985 †
- Prososthenia pesae Esu & Girotti, 2016 †
- Prososthenia praeslavonica Mandic, Kurečić, Neubauer & Harzhauser †
- Prososthenia radicevici Brusina, 1902 †
- Prososthenia radmanesti (Fuchs, 1870) †
- Prososthenia reticulata Burgerstein, 1877 †
- Prososthenia ristici Pavlović, 1927 †
- Prososthenia sambuci Esu & Girotti, 2016 †
- Prososthenia schwartzi Neumayr, 1869 †
- Prososthenia sepulcralis (Neumayr in Neumayr & Paul, 1875) †
- Prososthenia serbica Brusina, 1893 †
- Prososthenia slavonica (Brusina, 1874) †
- Prososthenia sturanyi (Bukowski, 1896) †
- Prososthenia suessi Burgerstein, 1877 †
- Prososthenia sundecici Brusina, 1902 †
- Prososthenia tassoi Esu & Girotti, 2001 †
- Prososthenia tournoueri (Neumayr, 1869) †
- Prososthenia undocostata Neubauer, Mandic, Harzhauser & Hrvatović, 2013 †
- Prososthenia valtrovici (Brusina, 1902) †
- Prososthenia vilcensis Pană, 1989 †
- Prososthenia vojskavae Olujić, 1999 †
- Prososthenia zitteli Lörenthey, 1902 †
- Prososthenia zujovici Brusina, 1902 †